# Pristaulacus bradleyi
Pristaulacus bradleyi är en stekelart som först beskrevs av Charles Thomas Brues 1910.  Pristaulacus bradleyi ingår i släktet Pristaulacus och familjen vedlarvsteklar. Inga underarter finns listade i Catalogue of Life.